# Metaweb
Metaweb Technologies, Inc. war ein US-amerikanisches Unternehmen mit Sitz in San Francisco, welches die Open-Content-Datenbank Freebase entwickelte. Das Unternehmen wurde von Danny Hillis und Robert Cook als Nebenprodukt von Applied Minds im Juli 2005 entwickelt und bis 2007 unter Ausschluss der Öffentlichkeit betrieben. Google erwarb Metaweb im Juli 2010.
Am 14. März 2006 erhielt Metaweb 15 Millionen US-Dollar als Grundfinanzierung. Zu den Investoren zählten Benchmark Capital, Millennium Technology Ventures sowie Omidyar Network. Kevin Harvey von Benchmark Capital ist ein Mitglied des „Metaweb Board of Directors“. Am 15. Januar 2008 verkündete Metaweb eine 42,5 Millionen Dollar starke Kapitalisierung, angeführt von Goldman Sachs und Benchmark Capital.
Am 16. Juli 2010 erwarb Google Metaweb gegen die Zahlung einer nicht öffentlich bekannt gemachten Summe.
Ende 2014 gab Google bekannt, die eigene Faktendatenbank Freebase im Jahr 2015 zugunsten des Wikidata-Projektes zu schließen. Um Daten einfacher nach Wikidata übernehmen zu können, wurde ein Importtool bereitgestellt. Bis Mitte 2019 sind aber von etwa 10 Millionen Datensätzen nur etwa 528.000 bzw. weniger als fünf Prozent in Wikidata übernommen worden.